# أنتوني ودسون
أنتوني ودسون هو لاعب كرة قدم كندية كندي، ولد في 7 يناير 1988 في كالغاري في كندا.